# Matias Caseras
Matias Caseras (født 20. marts 1992) er en uruguayansk fodboldspiller.